# رانینگ میت

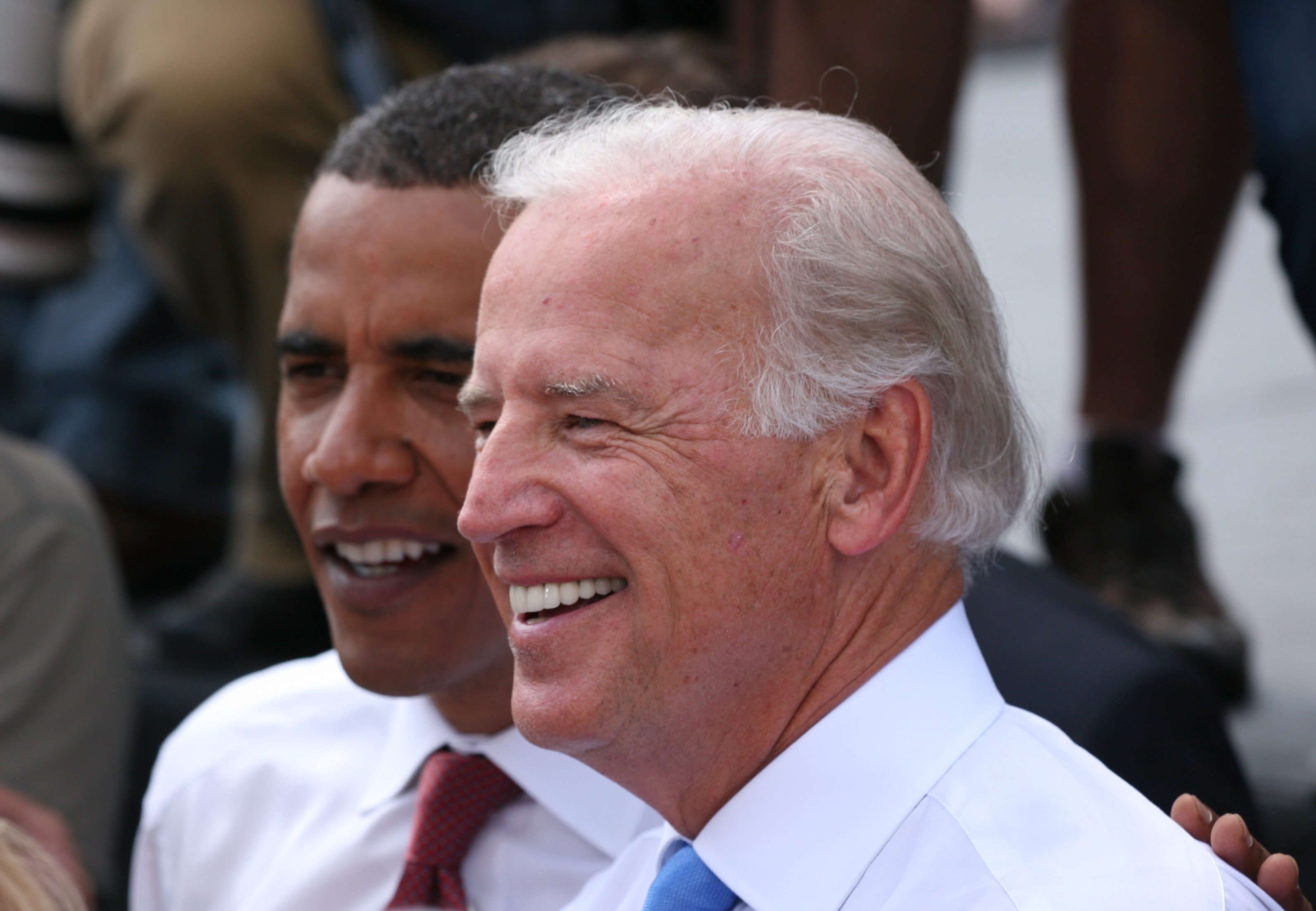
جو بایدن و باراک اوباما در اسپرینگفیلد، ایلینوی، درست پس از آنکه بایدن قبلاً توسط اوباما به عنوان معاون انتخاباتی خود معرفی شده بود

رانینگ مِیت (انگلیسی: Running mate) شخصی است که در یک تکت مشترک در طی یک انتخابات، شخص دیگری را همراهی می‌کند. این اصطلاح بیشتر برای اشاره به فردی که در جایگاه زیردست (مانند نامزد معاون رئیس‌جمهور که نامزد ریاست جمهوری را همراهی می‌کند) به کار می‌رود اما می‌تواند برای اشاره به دو نامزد نیز به کار رود؛ مانند جو بایدن و کامالا هریس، که در انتخابات ریاست جمهوری که در سال ۲۰۲۰ در ایالات متحده آمریکا برگزار شد، رقیب هم بودند.